# Crookwell
Crookwell ist eine australische Stadt im District Upper Lachlan Shire im Bundesstaat New South Wales. Gegründet wurde sie im Jahr 1820 von James Meehan, der als erstes die Fläche entdeckte, auf der später die Stadt entstehen sollte. Ihren Namen erhielt die Stadt erst am 18. August 1860.
Die Stadt liegt auf einer relativ hohen Höhe von 887 Metern und in den Wintermonaten gibt es mehrere Schneefälle. Das nächstgelegene größere Zentrum ist die Stadt Goulburn, die etwa eine halbe Autostunde südöstlich der Stadt liegt. Crookwell ist von der Landeshauptstadt Sydney und der Bundeshauptstadt Canberra aus leicht zu erreichen.
Die meisten Arbeitsplätze sind in der ländlichen Industrie angesiedelt, und der Bezirk ist für den Kartoffelanbau bekannt. In Crookwell befindet sich auch der erste Windpark von NSW, der aus 8 Turbinen besteht und einige Kilometer außerhalb der Stadt an der Straße nach Goulburn liegt.
Einst verband eine Eisenbahnlinie Goulburn und Crookwell, die 1902 eröffnet wurde. Der Personenverkehr zum Bahnhof Crookwell wurde jedoch 1974 eingestellt, und der letzte Güterzug fuhr 1985. Die Strecke ist technisch gesehen nicht stillgelegt, steht aber unter Denkmalschutz und ist an einigen Stellen nicht mehr befahrbar.

## Geschichte
Das Gebiet, das heute als Crookwell bekannt ist, liegt im traditionellen Land des Gundangurra-Volkes. Dieses Volk sprach eine ähnliche, wenn auch nicht identische Sprache wie das benachbarte Volk der Ngunnawal im Süden.
Die ersten Europäer, die sich in diesem Gebiet aufhielten, waren der Erkundungstrupp des Landvermessers James Meehan, der 1 km südlich des heutigen Grabben Gullen (12 km südwestlich von Crookwell) lagerte. Später im selben Jahr zog John Oxley in nördlicher und östlicher Richtung vorbei. Crookwell hieß ursprünglich „Kiama“, wurde aber später nach dem Fluss umbenannt. Das Gebiet um Crookwell wurde erstmals in den 1820er Jahren besiedelt und hatte seinen heutigen Namen in den 1860er Jahren erhalten.
Bis 1840 entstanden an der Kreuzung einige Gasthäuser, aber Binda blieb das Oberhaupt des Distrikts. Danach kam es zu einer Auswahl von Blöcken, und die Einwohnerzahl lag in der Mitte des Jahrzehnts bei über 100. Die ersten Zuteilungen wurden am Ende des Jahrzehnts verkauft. Mitte der 1870er Jahre hatte die Bevölkerung bereits 1000 Menschen erreicht.
Im Jahr 1865 wurde Mary Gilmore nur 16 km südlich in Roslyn geboren.
Von 1941 bis 1945 wurden 508.500 Tonnen Eisenerz abgebaut – etwa sechs Straßenkilometer von der Stadt entfernt – und für die Stahlproduktion im Krieg nach Port Kembla transportiert.
In Crookwell befand sich einer der ersten Windparks Australiens, die Crookwell Wind Farm, und der erste Windpark, der in das nationale Stromnetz eingespeist wurde.

## Denkmalschutz
Crookwell verfügt über eine Reihe von denkmalgeschützten Stätten, darunter:
- Goulburn-Crookwell Eisenbahn: Crookwell-Bahnhof

## Bevölkerung
Bei der letzten Volkszählung im Jahr 2021 hatte Crookwell 2.698 Einwohner.

## Verwaltung
Crookwell ist der Sitz des 2004 gegründeten Bezirks Upper Lachlan Shire Council (LGA) in New South Wales, Australien.

## Verkehr
Crookwell ist von Sydney über Goulburn etwa 2,5 Stunden und von Canberra 1,5 Stunden entfernt. Abgesehen von der Hauptstraße nach Goulburn gibt es Nebenstraßen, die Crookwell mit Bathurst, Boorowa, Grabben Gullen, Laggan und Taralga verbinden.
Der Bahnhof von Crookwell ist die Endstation der inzwischen stillgelegten Crookwell-Bahnlinie.
Crookwell verfügt über eine kleine unbefestigte Landebahn etwa 5 km südlich der Stadt.

## Klima
Aufgrund der exponierten Westlage auf der windzugewandten Seite der Great Dividing Range und der eher südlichen Breite ist Schnee in den Wintermonaten keine Seltenheit, wobei es gelegentlich zu starken Niederschlägen kommt. Die Sommer sind warm und trocken, mit gelegentlichen heftigen Gewitterstürmen. Die Winter sind kalt und nass; wenn die vorherrschende westliche Bewölkung anhält, können die Tageshöchsttemperaturen kaum 3 °C übersteigen.

## Medien

### Radiosender
Zu den Radiosendern mit Sendeanlagen in Crookwell gehören:
- Crookwell FM 88.0 FM
- Triple J 91,7 FM (2JJJ)
- 93.5 Eagle FM 103.9 FM (kommerziell) (2SNO)
- GNFM 106.1 FM (kommerziell) (2GBN)
- ABC Local Radio 106.9 FM (2ABCRR)
- ABC Radio National 107.7 FM (2ABCRN)

Je nach Standort können auch einige in Goulburn, Illawarra und/oder Canberra ansässige Radiosender gehört werden. Eagle FM und GNFM (ehemals 2GN) sind in Goulburn ansässig, haben aber eine Lizenz für Städte in den Southern Tablelands, darunter auch Crookwell. Um Crookwell zu erreichen, verfügen beide über Sender, die die Sendungen aus Goulburn weiterleiten, allerdings auf anderen Frequenzen als Goulburn.

### Fernsehen
Crookwell verfügt über einen Sender mit geringer Leistung, der ABC Television ausstrahlt.
Einwohner, die ein breiteres Spektrum an Kanälen und in digitaler Form empfangen möchten, können versuchen, die Signale von Canberra (Black Mountain) oder Orange (Mount Canobolas) zu empfangen, obwohl Crookwell im Grenzbereich beider Sender liegt.
Eine weitere Möglichkeit ist die Nutzung des frei empfangbaren Satellitendienstes VAST, der eine ähnliche Auswahl an Kanälen bietet.

### Zeitung
Die örtliche Zeitung, die Crookwell Gazette, erscheint seit 1885.

## Bemerkenswerte Persönlichkeiten
Zu den bemerkenswerten Persönlichkeiten gehören Kellie White und Emily Smith (Hockeyroos-Kapitän), die beide für die Hockeyroos in internationalen Wettbewerben spielten, Mary Douven, eine bemerkenswerte ehrenamtliche Mitarbeiterin der Gemeinde, die ihre Zeit der örtlichen Sportgemeinschaft und den kirchlichen Gruppen widmete. Leider starb sie 2020 auf den Tag genau ein Jahr nach ihrem Ehemann Theo Douven, der ein langjähriger Mitarbeiter des örtlichen Upper Lachlan Shire Council war.

## Infrastruktur
In der Stadt gibt es mehrere Einkaufsmöglichkeiten, darunter einen Supermarkt der US-amerikanischen Lebensmittelkette Independent Grocers Alliance.
Die Stadt verfügt über eine Grundschule sowie eine Sekundarschule. Ebenfalls befindet sich ein Krankenhaus im Stadtgebiet.
Ein Wahrzeichen der Stadt ist die Sockenfabrik von Linder, einer Auswandererfamilie aus Bayern in der vierten Generation.